# Вулиця Мстислава Великого (Кривий Ріг)
Вулиця Мстислава Великого — вулиця в Центрально-Міському районі міста Кривий Ріг.

## Історичні відомості
З радянських часів вулиця носила назву на честь російської письменниці Марини Цвєтаєвої.
27 січня 2024 року Криворізька міська рада перейменувала вулицю Цвєтаєвої на честь Великого князя київського Мстислава Великого.